# Symbolanthus
Symbolanthus är ett släkte av gentianaväxter. Symbolanthus ingår i familjen gentianaväxter.

## Dottertaxa tillSymbolanthus, i alfabetisk ordning[1]
- Symbolanthus alboarenicola
- Symbolanthus anomalus
- Symbolanthus argyreus
- Symbolanthus aureus
- Symbolanthus australis
- Symbolanthus calygonus
- Symbolanthus camanensis
- Symbolanthus condorensis
- Symbolanthus elisabethae
- Symbolanthus frigidus
- Symbolanthus gaultherioides
- Symbolanthus huachamacariensis
- Symbolanthus incaicus
- Symbolanthus jasonii
- Symbolanthus latifolius
- Symbolanthus magnificus
- Symbolanthus mathewsii
- Symbolanthus nebulosus
- Symbolanthus nerioides
- Symbolanthus pascoensis
- Symbolanthus pauciflorus
- Symbolanthus pterocalyx
- Symbolanthus pulcherrimus
- Symbolanthus rosmarinifolius
- Symbolanthus sessilis
- Symbolanthus stuebelii
- Symbolanthus tetrapterus
- Symbolanthus tricolor
- Symbolanthus vasculosus
- Symbolanthus yaviensis